# Station Gyland
Station Gyland is een spoorwegstation in het dorp Gyland in de gemeente Flekkefjord in het zuiden van Noorwegen. Het station, aan Sørlandsbanen, werd geopend in 1943. 